# Zimányi István
Zimányi István (Budapest, Józsefváros, 1911. július 12. – Budapest, 1984. február 3.) orvos, gyermekgyógyász, az orvostudományok kandidátusa (1960).

## Pályafutása
Zimányi Károly Ferenc (1869–?) posta és távirda főtiszt és Korein Szidónia (1876–?) fia. Tanulmányait a Pázmány Péter Tudományegyetemen végezte, ahol 1935-ben szerezte meg orvosi oklevelét. Pályáját a budapesti Gyermekgyógyászati Klinikán kezdte mint tanársegéd, később osztályvezető főorvos lett a Budai Gyermekkórházban. Érdeklődésének főbb területe a neonatológia (újszülöttek kór- és gyógytana).
Házastársa Schmidl Veronika Ilona (1916–1985) volt, Schmidl Sándor gépészmérnök, műszaki tanácsos és Vértes Erzsébet lánya, akit 1938. június 26-án Budapesten, az Erzsébetvárosban vett nőül.
A Farkasréti temetőben nyugszik.

## Fontosabb munkái
- A B. C. G. vaccinával végzett oltásokról, különös tekintettel közbenjött kanyarójárvány hatására (Budapest, 1947)
- A vörheny utóbetegségei és a dispositio (Budapest, 1947)
- A hospitalizáció csecsemő-kisdedkórélettani és klinikai vonatkozásairól (Kalmár Imrével, Budapest, 1950)